# Ngozi
Ngozi è un comune del Burundi situato nella provincia di Ngozi con 120 557 abitanti (censimento 2008).

## Geografia antropica

### Suddivisioni amministrative
Il comune è suddiviso in 39 colline.